# Плаксій (фільм)
«Плаксій» (англ. Cry-Baby) — музичний кінофільм режисера Джона Вотерса 1990 року.
Фільм отримав рейтинг PG-13 в рейтинговій системі MPAA (див. Система рейтингів Американської кіноасоціації): діти до 13 років допускаються на фільм тільки з батьками.

## Сюжет
Місцева зірка рок-н-роллу, красунчик і бунтар Вейд Вокер на прізвисько «Плаксій» (актор Джонні Депп) — найзухваліший і нахабний хуліган в школі. Його вміння упускати одну-єдину сльозу зводить з розуму всіх дівчат, особливо красуню Еллісон (Емі Локейн). Ця правильна дівчина закохується в Плаксія. Їхньому коханню заважають як сувора бабуся Еллісон, так і настирливі прилипали, закохані в них до безумства, а також те, що Еллісон належить до «ворожого» клану багатіїв і консерваторів, а її компанія ворогує з ватагою Плаксія. Але коханню «чистюлі» і красунчика в чорній шкірі в результаті ніщо не зможе завадити, адже він її король, а вона його королева!

## В ролях
- Джонні Депп — Вейд «Плаксій» Вокер
- Емі Локейн — Еллісон Вернон-Вільямс
- Поллі Берген — місіс Вернон-Вільямс
- Рікі Лейк — Пеппер Вокер
- Трейсі Лордз — Ванда Вудворд
- Кім МакГуайр — Мона «Сокирка» Малноровскі
- Сюзан Тіррелл — Рамона Рікеттс
- Іґґі Поп — дядечко Бельведер Рікеттс
- Петті Герст — Меггі Вудворд
- Віллем Дефо — охоронець

## Художні особливості
За словами Вотерса, фільм задумувався як пародія на музичні молодіжні комедії п'ятдесятих.

## Цікаві факти
- Дія фільму розгортається в Балтиморі — рідному місті режисера Джона Вотерса, в 1954 році.
- Як кандидатури на роль Плаксія розглядались Том Круз, Роберт Дауні мол. і Джим Керрі, поки на роль не був затверджений Джонні Депп.

## Саундтрек
1. King Cry-Baby (James Intveld)
2. SH Boom (Baldwin & The Whiffles)
3. Doin` Time For Being Young (James Intveld)
4. A Teenage Prayer (Rachel Sweet)
5. Please Mr. Jailer (Wynona Sweet)
6. Cry-Baby (Honey Sisters)
7. Teardrops Are Falling (Five Wings)
8. Nosey Joe (Bull Moose Jackson)
9. Mr. Sandman (Baldwin & The Whiffles)
10. High School Hellcats (James Intveld)
11. Bad Boy (The Jive Bombers)
12. The Flirt (Shirley & Lee)
13. I'm So Young (Students)
14. Piddily Patter/My Heart Goes (Nappy Brown)
15. I'm A Bad, Bad Girl (Little Esther)
16. Jungle Drums (Earl Bostic)
17. Cherry (The Jive Bombers)
18. Rubber Biscuit (The Chips)
19. Gee (Crows)